# Andrés Varón
Andrés Varón (Cartagena, Colombia; 17 de febrero de 1995) es un futbolista colombiano. Juega como defensa. 

## Clubes
| Club            | País     | Año         |
| --------------- | -------- | ----------- |
| Unión Magdalena | Colombia | 2015 - 2017 |
| Boyacá Chicó    | Colombia | 2018        |

## Estadísticas
| Club                       | Temporada           | Liga  | Liga  | Copa Nacional | Copa Nacional | Copa Internacional | Copa Internacional | Total | Total | Prom. · |
| Club                       | Temporada           | Part. | Goles | Part.         | Goles         | Part.              | Goles              | Part. | Goles | Prom. · |
| -------------------------- | ------------------- | ----- | ----- | ------------- | ------------- | ------------------ | ------------------ | ----- | ----- | ------- |
| Unión Magdalena · Colombia | 2015                | 23    | 0     | 3             | 1             | -                  | -                  | 26    | 1     | 0,03    |
| Unión Magdalena · Colombia | 2016                | 18    | 1     | 1             | 0             | -                  | -                  | 19    | 1     | 0,05    |
| Unión Magdalena · Colombia | 2017                | 10    | 1     | 4             | 0             | -                  | -                  | 14    | 1     | 0,07    |
| Unión Magdalena · Colombia | Total               | 51    | 2     | 8             | 1             | 0                  | 0                  | 59    | 3     | 0,05    |
| Boyacá Chicó · Colombia    | 2018                | 1     | 0     | 0             | 0             | -                  | -                  | 1     | 0     | 0,00    |
| Boyacá Chicó · Colombia    | Total               | 1     | 0     | 0             | 0             | 0                  | 0                  | 1     | 0     | 0,00    |
| Total en su carrera        | Total en su carrera | 52    | 2     | 8             | 1             | 0                  | 0                  | 60    | 3     | 0,05    |